# いのちの停車場
『いのちの停車場』（いのちのていしゃじょう、いのちのていしゃば）は、南杏子による長編小説。幻冬舎から出版された書き下ろし作品で2020年5月27日に刊行された。救急医を辞め、訪問診療医に転身した62歳の女性医師が直面する在宅医療の現場を通じ、老老介護や終末期医療、積極的安楽死といった現代日本の医療制度の問題点やタブーに向き合い、医師や患者および患者の家族の姿を描く。
2021年5月21日に映画版が公開された。
2021年後期より、続編となる『いのちの十字路』が各地方の新聞小説として連載が開始されている。

## あらすじ
東京の救急救命センターにて勤務していた62歳の医師・白石咲和子は、とある事件の責任を問われて退職し、金沢の実家へ戻って在宅医療専門の「まほろば診療所」で訪問診療医として働き始める。救急医療に長年従事し在宅医療など難なくこなせると考えていた咲和子は、勤務初日から在宅医療ならではの難しさに直面し戸惑うことばかりで自信を失いかけるが、スタッフたちの支えを受けて、老老介護、脊髄損傷により四肢麻痺となったIT企業社長、セルフネグレクトの独居老人、政府の在宅診療推進キャンペーンを指揮した後自らが末期の膵臓癌となり出身地の金沢へ戻った厚生労働省官僚、小児がんの6歳女児などさまざまなケースに向き合い学んでいく。一方で、咲和子の実家では高齢の父が骨折の手術入院を契機に誤嚥性肺炎、脳梗塞を発症して、脳卒中後疼痛の激しい痛みから「これ以上生きていたくない」と口にするようになり、元医師の父が望む積極的安楽死を巡り医師として、娘として激しく葛藤する咲和子はやがて1つの決断を下す。
プロローグ

第一章 スケッチブックの道標

第二章 フォワードの挑戦

第三章 ゴミ屋敷のオアシス

第四章 プラレールの日々

第五章 人魚の願い

第六章 父の決心

## 主な登場人物

### 「まほろば診療所」関係者等
白石咲和子
女性医師。62歳。加賀大学医学部の受験に失敗、東京の城北医科大学医学部に進学し卒業後38年間同医大病院で救命救急医として働いていたが、准教授兼救命救急センター副センター長8年目に起きたある出来事の責任を取って退職。故郷の石川県金沢市に戻り「まほろば診療所」で訪問診療医として働く。一度同期の男性医師と結婚したが離婚しその後は独身。
白石達郎
咲和子の父。咲和子が帰郷した時点で87歳。かつては加賀医科大学附属病院の神経内科医で、定年後も研究を続けていた。5年前に妻（咲和子の母）を交通事故による外傷性くも膜下出血で亡くしてからは咲和子が帰郷するまで一人暮らしだった。意識のなかった妻を約半年も延命治療したことを後悔しており、咲和子に「俺をあんなふうには死なせんでくれ」と語っていた。
仙川徹
金沢市主計町茶屋街近く、浅野川の中の橋近くにある「まほろば診療所」の二代目。元々は加賀大学医学部附属病院で、糖尿病専門医をしていたが、15年ほど前に仙川の父が亡くなり診療所を継いだ。咲和子より2歳年上だが、咲和子の父と仙川の父が医学部の同級生で、家族ぐるみの付き合いがあったため、「徹ちゃん」「咲和ちゃん」と呼び合う仲。大学卒業後すぐに結婚した妻は乳癌になり、約7年の闘病後40歳になったばかりの時に亡くなっている。咲和子が金沢に戻った時は、転倒し大腿骨頸部骨折による1ヶ月間リハビリ入院から戻ったばかりで車椅子生活をしており、患者の多くが転院してしまっていたため、在宅医療を帰郷したばかりの咲和子に任せる。
星野麻世
看護師。29歳。大学病院に2年勤務した後「まほろば診療所」に勤めて6年目。実家は卯辰山にある「三湯旅館」で、子供の頃から家業を手伝わされその度に叱られていたことに反発し、看護師を目指すために実家を出たため、両親とは8年ほど会っていなかった。
玉置亮子
「まほろば診療所」事務員。
野呂聖二
医師国家試験に落ち浪人中の青年。咲和子が城北医大病院を退職するきっかけとなった事件の際に、救急外来で事務のアルバイトをしていた。咲和子を尊敬しており、咲和子が金沢に戻った後、「まほろば診療所」に押しかけ運転手兼助手となる。父は東京消防庁の副本部長で、兄も消防士だったが、聖二の国家試験受験の前月に殉職により早世している。続編『いのちの十字路』は彼の一人称で語られる。
柳瀬尚也
主計町にある仙川行きつけのバー「STATION」のバーテンダー。若い頃モンゴルを放浪し30過ぎで帰国、「STATION」のオーナーと出会いバーテンダーとなる。天然パーマに髭を蓄えた風貌で、会話に不思議な包容力を持つ。

### 患者と家族
並木シズ（第一章）
乙丸町に住む、咲和子が帰郷後初めて訪問看護した患者。10年以上パーキンソン病を患っており、それでも元気だったものの、2年前から急速に衰弱、誤嚥性肺炎を繰り返したため半年前から胃瘻をしている。
並木徳三郎（第一章）
シズの夫。かつてはシズと共に近江町市場で鮮魚店を営み繁盛していた。「無駄なカネは使わなくていい」と、妻の介護サービス備品などの追加費用負担を嫌がり、いくつもの在宅診療クリニックとトラブルを起こしていた。
江ノ原一誠（第二章）
咲和子が2か月目に担当した患者。40歳。金沢市新市街に地上20階建てのオフィスビルを持ち従業員120人を抱え、自らはオフィスビル最上階に住む、金沢を代表するIT企業の社長。咲和子らが訪問する1か月半前にラグビーの試合中のタックル事故で第五頸髄を損傷、四肢麻痺となる。入院しリハビリを行っていたものの効果が感じられず自宅療養に切り替える。咲和子に過去の診療経験からプライベートに至るまで質問する「採用面接」をした後在宅医に採用、金に糸目はつけず、「Cクラスのベンツ1台分くらい」の費用がかかる幹細胞治療をリクエストする。
大槻千代（第三章）
北陸鉄道石川線野町駅近くで一人暮らしをしている78歳女性。本人は訪問診療を拒否していたが、異臭を放つゴミ屋敷同然の家で暮らしていた上に奇声を発しているなどの報告があったため、金沢市地域包括支援センターからの依頼で咲和子らが訪問。高血圧と糖尿病を患うものの薬の服用も途切れ、1日の大半を浴室で過ごし飲食まで浴室でしていた上に新聞4紙と契約していたため、認知症もしくはセルフネグレクトが疑われた。
小崎尚子（第三章）
大槻千代の一人娘。四十代半ば。中村町で夫・裕斗と「リュウヘイ食堂」を営む。元は父母が開いた店舗兼住宅の食堂で、父・竜平亡き後暫く母と尚子の共同経営だったが、夫曰く住宅も店舗もゴミ屋敷同然だったのを夫が改善したという経緯がある。母が暴言を浴びせるため母との会話が喧嘩腰になり、母との関係にうんざりしていた。
宮嶋一義（第四章）
厚生労働省統括審議官。57歳。見つかった時点で手術不能の膵臓癌が肺にも転移しており、城北医大病院に3か月半入院し抗癌剤治療を受けたが効果はなく、ステージ4の末期進行癌のため、役所を休職し郷里の金沢で同病院の医師による在宅医療を希望、咲和子が城北医大雨宮医学部長からの直々の依頼で担当することになった。官僚の情報収集力で「まほろば診療所」の治療実績も細かに把握していた。『病院から在宅へ』という政府のキャンペーンの先頭に立ったこともあり、「無駄な延命治療で若い人の税金を使わないこと」と化学治療を含む積極治療を拒否、緩和ケア中心の治療を希望する。
宮嶋友里恵（第四章）
一義の妻。長崎県出身。縁もゆかりもない土地で夫の介護に疲れストレスを溜めていた。東京の外資系コンサルティング企業のチーフコンサルタントとして働く息子・大樹にかつての夫の姿を重ねている。
若林萌（第五章）
腎腫瘍が肝転移したステージ4の小児癌患者。6歳。咲和子らが訪問する前年の夏休み頃に急に体調を崩し、北陸小児がんセンターへの入退院を繰り返しながら抗がん剤を三次治療まで受けたが効果はなく、4月に自宅療養に切り替え、咲和子らが訪問する時点で癌は肺にも転移し既に余命数週間の見込みだった。読書を好み、野呂を「先生」と呼び懐く。ある日海に行くことをせがむ。
若林健太・祐子（第五章）
萌の両親。娘の病状を受け入れられずにいる。

## 書誌情報
- 南杏子（著）『いのちの停車場』、幻冬舎、2020年5月27日発売、ISBN 978-4-344-03604-8
- 南杏子（著）『いのちの停車場』、幻冬舎文庫、2021年4月8日、ISBN 978-4-344-43081-5

## 映画
2021年5月21日に公開された。なお、作品名の読みは「いのちのていしゃば」となる。監督は成島出、脚本は平松恵美子、主演は吉永小百合。
撮影は東映東京撮影所にて、2020年9月4日から新型コロナウイルス感染症対策に十分配慮した上で行われた。主要キャストの一人である伊勢谷友介が大麻取締法違反容疑で同年9月8日に逮捕されたが、映画はテレビ・CMなど異なり鑑賞意図を持った観客のみが鑑賞する「クローズドなメディア」であって、「個人と作品は違う」との見解から、同年9月6日に収録済みの伊勢谷の出演シーンをカットせずに公開される見込みとなった。なお、公式サイトやポスターのキャスト紹介に伊勢谷の写真は記載されていない。

### キャスト
- 白石咲和子：吉永小百合
- 野呂聖二：松坂桃李[6][7][8]
- 星野麻世：広瀬すず[6][7][8]
- 若林祐子：南野陽子[17][15][14]
- 若林萌：佐々木みゆ
- 宮嶋一義：柳葉敏郎[17][15][14]
- 宮嶋友里恵：森口瑤子
- 寺田智恵子：小池栄子 - [17][15][14]
- 江ノ原一誠：伊勢谷友介[17][15][14]
- 柳瀬尚也：みなみらんぼう[17][15][14]
- 並木徳三郎：泉谷しげる[17][15][14]
- 並木シズ：松金よね子
- 金子昇
- 小林綾子
- 中山忍
- 菅原大吉
- 国広富之
- 西村まさ彦
- 中川朋子：石田ゆり子[17][15][14]
- 白石達郎：田中泯[6][7][8]
- 仙川徹：西田敏行[6][7][8]

### スタッフ
- 製作総指揮：岡田裕介
- 原作：南杏子『いのちの停車場』（幻冬舎文庫）
- 監督：成島出
- 脚本：平松恵美子[6][8]
- 音楽：安川午朗
- 製作統括：早河洋
- 企画：木下直哉
- 製作：手塚治、亀山慶二、吉崎圭一、原口宰、山口寿一、渡辺雅隆、與田尚志、渡辺章仁、温井伸、能田剛志、吉村和文、丸山伸一、野中雅志
- エグゼクティブプロデューサー：村松秀信、西新
- アソシエイトプロデューサー：木村光仁、三輪祐見子
- プロデューサー：冨永理生子
- キャスティングプロデューサー：福岡康裕
- 音楽プロデューサー：津島玄一
- 撮影：相馬大輔（J.S.C.）
- 美術：福澤勝広（A.P.D.J.）
- 照明：佐藤浩太
- 録音：藤本賢一（J.S.A.）
- 装飾：湯澤幸夫
- VFXスーパーバイザー：野口光一
- 衣裳：宮本茉莉
- ヘアメイク：田中マリ子
- 編集：大畑英亮
- 音響効果：岡瀬晶彦（J.S.A.）
- スクリプター：松澤一美
- 助監督：谷口正行
- 医療担当助監督：桑原昌英
- 俳優担当：林まゆみ
- 制作担当：関浩紀、曽根晋
- 宣伝プロデューサー：寺嶋将吾、杉田薫
- ラインプロデューサー：林周治
- プロダクション統括：木次谷良助
- 後援：日本医師会、日本在宅ケアアライアンス、観光庁、東京都医師会、茨城県医師会、北海道医師会、北海道病院協会、福岡県医師会、久留米・筑後移植医療推進財団、青森県医師会、山形県医師会、福島県医師会、福島県病院協会、群馬県医師会、埼玉県医師会、千葉県医師会、神奈川県医師会、富山県医師会、石川県医師会、福井県医師会、長野県医師会、長野県病院協議会、岐阜県医師会、静岡県医師会、三重県医師会、滋賀県医師会、兵庫県医師会、奈良県医師会、和歌山県医師会、鳥取県医師会、島根県医師会、岡山県医師会、山口県医師会、徳島県医師会、香川県医師会、愛媛県医師会、高知県医師会、大分県医師会、沖縄県医師会、八戸市医師会、荒川区医師会、江戸川区医師会、日本看護協会、山形県看護協会
- 協力：大阪府医師会、ホテル日航金沢、栃木県医師会、金沢市医師会、稚内市、礼文町
- 特別協力：JR東日本
- 宣伝協力：日本航空、東急グループ、ビックカメラ、JRタワー、JR北海道、JR西日本
- 推薦：日本在宅医療連合学会、全国在宅療養支援医協会、日本訪問看護財団、全国訪問看護事業協会、全日本病院協会、全国在宅療養支援歯科診療所連絡会、全国薬剤師・在宅療養支援連合会、日本在宅栄養管理学会
- 協賛：ニトリ、グレートアイランド倶楽部、平和農産工業、備前自動車教習所、スターツコーポレーション、加賀電子、エアウィーヴ、スギ薬局、東京美装興業、国際興業、ウシオエンターテインメントホールディングス、LIVZON、PHCホールディングス、久留米商工会議所、久留米大学、公益社団法人生命保険ファイナンシャルアドバイザー協会、日本医療大学、オートバックス、全保連、マリモグループ、アイングループ、三司馬物産、コーチャンフォー、平野純薬、パイロットコーポレーション、サマンサグローバルブランディングアンドリサーチインスティチュート
- 配給：東映
- 製作プロダクション：東映東京撮影所
- 製作：「いのちの停車場」製作委員会（東映、木下グループ、テレビ朝日、電通、ジェイアール東日本企画、読売新聞社、朝日新聞社、東映ビデオ、ローソンエンタテインメント、北國新聞社、北陸朝日放送、ダイバーシティメディア、報知新聞社、JR西日本コミュニケーションズ）

### 楽曲
エンディングテーマ「いのちの停車場」
作詞：小椋佳 / 作曲：村治佳織 / 歌：西田敏行
劇中歌「STATION」
作詞・作曲・歌：みなみらんぼう
特報使用曲「Amazing Grace」
歌：AKINA（FAKY）
イメージソング「Amazing Grace」
歌：EXILE ATSUSHI

### 原作との違い
- 映画では咲和子の父・達郎は元美術教師の設定だが、原作では元医師である。なお父・達郎役を演じた田中泯と、娘・咲和子役の吉永小百合は同い年で、誕生日も田中が吉永より僅か3日早いだけである。
- 映画では星野麻世は亡くなった姉の子を育てている設定だが、原作にそのような設定はない。
- 寺田智恵子、中川朋子は原作小説には登場しない映画オリジナルキャラクターである。
- 映画では宮嶋夫妻の息子は家出した設定だが、原作ではむしろ一義の在宅緩和ケアに反対し、大学病院で抗がん剤治療を継続させるため金沢まで出向き東京に連れ帰る事を主張している。
- 映画では若林萌は8歳となっているが、原作では6歳となっている。

### 受賞
- 第45回日本アカデミー賞
  - 優秀監督賞（成島出）
  - 優秀主演女優賞（吉永小百合）
  - 優秀助演女優賞（広瀬すず）
  - 優秀音楽賞（安川午朗）
  - 優秀美術賞（福澤勝広）
  - 優秀録音賞（藤本賢一）
  - 優秀編集賞（大畑英亮）